# Индустријска социологија
Индустријска Социологија, донедавно кључну област истраживања у области социологије рада, с обзиром на ефекте покрета и трендова технолошких промена, глобализације, тржишта рада, организацији рада, управљања и односа на раду у мјери у којој се ови трендови тесно повезан са променама у обрасцима неједнакости у савременим компанијама и мењају искуства појединаца и породица, као и начини на које радници постављају пред искушењима, јер се опиру, као и да допринесе стварању радних образаца и формирање радних институција.

## Теорија процеса рада
Један крак индустријске теорије социологије је процес рада (ТПР). Године 1974., Хари Браверман написао књигу "Рад и монопола капитал: деградацију рада у двадесетом веку", који је пружао критичку анализу управљања и менаџмента на научни начин. Ова књига је анализирао капиталистички односи производње из марксистичке перспективе. Након Маркса, Браверман тврдио да је операција, у оквиру капиталистичка организација, експлоатације и отуђењу, и зато је потребно да радници буду отерани у ропство. За Бравермана, тежи капиталисте за профит током времена довести до деспецијализације и рутинизације у радника. Тејло- ристичким режим је крајњи отелотворење ове тенденције.
Браверман је показао неколико контролних механизама, као мануелних радника и канцеларије радника. Његов кључни допринос је његова теза о деспецијализације. Браверман тврди да су власници и менаџери капитала стално присиљени да деспецијализирају рад (да се смањи ниво знања и стручности) како би се смањила трошкове производње и обезбедила већу продуктивност. Деспецијализиран рада је јефтин и изнад свега, то је лако контролисати због недостатка директног ангажовања радника у производном процесу. Као резултат тога, рад постаје интелектуално и емотивно неиспуњавања; Недостатак ослањања на капиталистичких људских способности смањује потребу за послодавце да награди раднике на било који начин, осим у минималној економичан начин.
Браверманов допринос социологији рада и индустрије (која је, индустријска социологија) је важна и његова теорија процеса рада наставља да допуни теорију и истраживања. Браверман теза, међутим оспорава, посебно Андрев Фриедман у свом раду "индустрије и рада" (1977). У њему, Фреидман указује на то да, док је директна контрола рада користан за капиталисте, под одређеним околностима, степен одговорности аутономије може се одобрити радницима који су у синдикатима или главних радника како би боље искористили своје вештине под контролисаним условима. Такође, Ричард Едвардс 1979. показало је да, иако је хијерархија организације остају исте, додатни облици контроле (као што су техничке контроле за праћење електронске поште, монитор телефонске позиве; адмимистративне контрола над процедурама за одмор, боловање, итд), додати су у интересу капиталистичке класе у односу на раднике. Галлие, показује колико је важно да приступе проблему са аспекта социјалне вештине класе. Према његовој студији, већина не-физичко, средње и стручнијих физичких радника верују да њихов рад захтева виши ниво вештина, али већина мануелни радници сматрају да одговорност и вештине које су потребне у свом раду, или је остао константан или су у паду. То значи да тврди Браверман не може применити на свим друштвеним класама. 
Идеја да је одређени типови радника у технологији подвргнут обликују своје искуство и перцепцију, ту се жестоко расправља у класичном Блаунеровом студију. Он је тврдио да су неки радови отуђују више него друге врсте посла због различитих технологија које радници користе. Отуђење, од блаунер, има четири димензије: немоћи, бесмисла, изолација и самоотуђење. Појединци су беспомоћни када не могу да контролишу своје активности или услова рада; Рад је бесмислен када запослени дају мало или нимало смисла за вредности, интереса или значаја; Рад изолат када радници не могу идентификовати са свог радног места; Рад је самоотуђујући када на субјективном нивоу, радник нема смисла за умешаност у договора.
Блаунер тврди, међутим, не признаје да се иста технологија може доживети на различите начине. Истраживање је показало да културне разлике у погледу управљања синдиката, хијерархијске контроле и компензације политике и рада евалуације, значи да је иста врста радног искуства може значајно варирати од земље до земље и од предузећа до предузећа. Индивидуализација рада и потребе за радницима са флексибилним вештинама да одговори на технолошке промене значи да блаунер карактеризација радно искуство више не важи. Осим тога, данас радници могу радити у тимовима да ублаже свој осећај отуђења, као укључени у цели процес, не само у његовом малом делу. Да закључимо, аутоматизована технологија и компјутерски оперативни системи обично раднику повећава задовољство послом и да их додели на вештине и знања како би боље били плаћени, безбедне владине послове и послове у приватном сектору. Али, у нестручности физичког рада, они су само овековечили незадовољство послом, посебно за многе жене које се баве овом врстом посла.